# Aldo Scardella
Aldo Scardella (Cagliari, 9 gennaio 1961 – Cagliari, 2 luglio 1986) è stato un cittadino italiano, protagonista di un clamoroso caso di errore giudiziario avvenuto in Italia che lo portò alla morte da innocente in una cella di isolamento del carcere di Buoncammino a Cagliari.
Il caso colpì l'opinione pubblica nazionale in quegli anni. Del suo caso si occupò anche il giornalista e conduttore televisivo Enzo Tortora, anche lui vittima di un errore giudiziario.

## L'arresto e il mistero della sua morte
Studente universitario della Facoltà di Economia e Commercio di Cagliari, Scardella fu arrestato il 29 dicembre 1985, alcuni giorni dopo essere stato interrogato in merito ad un caso di omicidio verificatosi la sera del 23 dicembre precedente nell'esercizio commerciale Bevimarket, supermercato specializzato nella vendita di bibite di proprietà di Giovanni Battista Pinna.. L'imprenditore era rimasto ucciso all'interno del suo negozio durante le operazioni di chiusura della cassa da alcuni colpi di arma da fuoco esplosi da due o tre rapinatori che, coperti da passamontagna, fuggirono proprio in direzione di una strada che poteva portare nella via dove il ragazzo abitava. Scardella fu indagato poiché uno dei passamontagna utilizzati durante la rapina fu trovato in un giardino condominiale nei pressi del palazzo in cui abitava.
Lo studente fu arrestato, su ordine di cattura del p.m. Sergio De Nicola, nonostante l'esito negativo di una perquisizione avvenuta all'alba del 26 dicembre 1985, giorno in cui fu anche sottoposto a interrogatorio. Non servì a scagionarlo nemmeno l'esito negativo della perizia sul passamontagna rinvenuto, che non fu in nessun modo associato all'accusato, né la prova del guanto di paraffina. Scardella fu così arrestato poiché "esistono sufficienti indizi di colpevolezza a carico dell'imputato per poter affermare che Aldo Scardella sia colpevole". In realtà a parere del difensore e dei familiari vi erano solo sospetti, non indizi.
Inizialmente rinchiuso nel carcere di Buoncammino di Cagliari, nei giorni successivi fu trasferito in regime di isolamento nel carcere di Oristano. I parenti per dieci giorni furono tenuti all'oscuro della località nella quale era stato portato il ragazzo e per sette giorni gli fu impedito di nominare un legale. Durante la sua detenzione non ebbe mai la possibilità di incontrare il suo avvocato, Gianfranco Anedda, mentre i familiari poterono incontrarlo per la prima volta dopo quattro mesi, il 10 aprile 1986, quando fu trasferito nuovamente nel carcere della sua città natale. Durante la sua permanenza all'interno della sua cella d'isolamento gli fu impedito di avere qualsiasi contatto con gli altri detenuti, o anche semplicemente di partecipare alla messa Pasquale del carcere.

Scardella fu trovato morto per impiccagione nella sua cella il 2 luglio 1986, dopo 185 giorni di prigionia, dichiarandosi innocente in un biglietto: 

 I risultati dell'autopsia rivelarono la presenza di metadone nel corpo di Scardella, nonostante le cartelle cliniche del carcere non prescrivessero alcuna terapia per lui; inoltre nel referto autoptico fecero figurare dosaggi e quantità di una terapia metadonica inesistente.

### La risoluzione del caso
Anche su pressione dell'opinione pubblica, si continuò a lavorare sull'omicidio di Giovanni Battista Pinna fino a giungere alla definitiva risoluzione del caso nel 1996 che portò alla definitiva condanna, nel 2002, di Walter Camba e Adriano Peddio, facenti parte della "banda di Is Mirrionis" e già noti alle forze dell'ordine per precedenti penali.

## Impatto sull'opinione pubblica
All'epoca dei fatti, il suicidio del giovane studente cagliaritano catturò l'attenzione dell'opinione pubblica nazionale, in quel periodo particolarmente scottata da diversi errori giudiziari che negli anni ottanta avevano acceso il dibattito in merito ai poteri decisionali del Pubblico ministero.
Anche il giornalista e conduttore televisivo Enzo Tortora, vittima anch'egli della malagiustizia, si occupò del caso e fece la sua prima uscita pubblica dopo la sua definitiva assoluzione il 23 settembre 1986, andando a rendere omaggio alla tomba di Scardella, morto due mesi e mezzo prima e tumulato nel cimitero di San Michele di Cagliari. In quell'occasione disse: "Capisco profondamente che cosa l'ha spinto a uccidersi. È stata la disperazione, il dolore per un'accusa ingiusta".
Nel corso degli anni è stato realizzato un documentario sulla vicenda, intitolato 185 giorni e diretto da Paolo Carboni, e sono stati scritti alcuni libri che hanno ricostruito il caso giudiziario. Da uno di questi libri, Fuori dalla gabbia, è stato tratto anche lo spettacolo teatrale Oltre le montagne; il comune di Cagliari ha intitolato ad Aldo Scardella una piazza nelle adiacenze del luogo dell'omicidio.

## Citazioni e omaggi

### Teatro
- Oltre le montagne, regia di Giovanni Cecchini (2016)

### Documentari
- 185 giorni, regia di Paolo Carboni (2007)
- Polvere, regia di Paolo Carboni (2023)